# Lijst van rijksmonumenten in Nieuwmarkt en Lastage
Een overzicht van rijksmonumenten in de stad Amsterdam. Van de 7324 inschrijvingen (inclusief onderdelen van objecten) in Amsterdam liggen er 406 in de buurtcombinatie "Nieuwmarkt/Lastage".
| Object | Oorspronkelijke functie?  | Bouwjaar                                | Architect                    | Locatie                          | Coördinaten?                  | Nr.?   | Afbeelding |
| --- | ------------------------- | --------------------------------------- | ---------------------------- | -------------------------------- | ----------------------------- | ------ | --- |
| Uitwendig voornamelijk 19e-eeuws huis waarvan de gevel wordt bekroond door een klokvormige top onder rollagen en afsluitende lijst                                                          | Gebouw                    | 19e eeuw                                |                              | Binnen Bantammerstraat 3         | 52° 22' 26" NB, 4° 54' 7" OL  | 294    | Meer afbeeldingen                                                                                                   |
| Pand met halsgevel met gelobde volutenafdekking | Gebouw                    | tweede kwart 18e eeuw                   |                              | Binnen Bantammerstraat 5         | 52° 22' 26" NB, 4° 54' 7" OL  | 295    | Meer afbeeldingen                                                                                                   |
| Pand met gevel onder rechte lijst en voorzien van een empire roedenverdeling in de vensters op de verdiepingen                                                                              | Woonhuis                  | eerste helft 19e eeuw                   |                              | Binnen Bantammerstraat 7         | 52° 22' 26" NB, 4° 54' 8" OL  | 296    | Meer afbeeldingen                                                                                                   |
| Pand met ingezwenkte halsgevel met goede roedenverdeling op de verdiepingen | Gebouw                    | derde kwart 18e eeuw                    |                              | Binnen Bantammerstraat 9         | 52° 22' 26" NB, 4° 54' 8" OL  | 297    | Pand met ingezwenkte halsgevel met goede roedenverdeling op de verdiepingen                                         |
| Pand met gevel onder rechte lijst met goede houten pui en gesneden puilijst | Gebouw                    | eerste kwart 19e eeuw                   |                              | Binnen Bantammerstraat 13        | 52° 22' 26" NB, 4° 54' 8" OL  | 298    | Meer afbeeldingen                                                                                                   |
| Pand met gevel onder rechte lijst met gesneden pui en puilijst | Woonhuis                  | laatste kwart 18e eeuw                  |                              | Binnen Bantammerstraat 15        | 52° 22' 26" NB, 4° 54' 9" OL  | 299    | Pand met gevel onder rechte lijst met gesneden pui en puilijst                                                      |
| Pand met gevel onder rechte lijst | Woonhuis                  | 18e/19e eeuw                            |                              | Binnen Bantammerstraat 19        | 52° 22' 25" NB, 4° 54' 9" OL  | 300    | Pand met gevel onder rechte lijst                                                                                   |
| Pand met gevel onder rechte lijst | Gebouw                    | 18e of derde kwart 19e eeuw             |                              | Binnen Bantammerstraat 21        | 52° 22' 25" NB, 4° 54' 9" OL  | 301    | Pand met gevel onder rechte lijst                                                                                   |
| Pand met halsgevel met palmet in de afdekking | Gebouw                    | tweede of derde kwart 18e eeuw          |                              | Binnen Bantammerstraat 23        | 52° 22' 25" NB, 4° 54' 10" OL | 302    | Pand met halsgevel met palmet in de afdekking                                                                       |
| Huis met gevel onder klokvormige top met rollagen | Gebouw                    | 17e/18e/19e eeuw                        |                              | Binnen Bantammerstraat 25        | 52° 22' 25" NB, 4° 54' 10" OL | 303    | Huis met gevel onder klokvormige top met rollagen                                                                   |
| Pand met voorgevel ingezwenkte halsgevel met palmet in de afdekking en ingezwenkte halsgevel en pothuis uit dezelfde tijd aan de nieuwe jonkerstraat                                        | Gebouw                    | tweede of derde kwart 18e eeuw          |                              | Binnen Bantammerstraat 2         | 52° 22' 26" NB, 4° 54' 6" OL  | 304    | Meer afbeeldingen                                                                                                   |
| Pand met aan de voorgevel ingezwenkte halsgevel met palmet in de afdekking en ingezwenkte halsgevel en pothuis uit dezelfde tijd aan de Nieuwe Jonkerstraat                                 | Gebouw                    | 18e/19e eeuw                            |                              | Binnen Bantammerstraat 4         | 52° 22' 26" NB, 4° 54' 7" OL  | 305    | Meer afbeeldingen                                                                                                   |
| Pand met aan de voorgevel ingezwenkte halsgevel met palmet in de afdekking en ingezwenkte halsgevel en pothuis aan de Nieuwe Jonkerstraat                                                   | Gebouw                    | tweede of derde kwart 18e eeuw          |                              | Binnen Bantammerstraat 6         | 52° 22' 26" NB, 4° 54' 7" OL  | 306    | Meer afbeeldingen                                                                                                   |
| Pand met ingezwenkte halsgevel | Gebouw                    | derde kwart 18e eeuw                    |                              | Binnen Bantammerstraat 20        | 52° 22' 25" NB, 4° 54' 8" OL  | 307    | Meer afbeeldingen                                                                                                   |
| Pand met ingezwenkte halsgevel verminkt bij sterke vernieuwing | Gebouw                    | 18e/19e eeuw                            |                              | Binnen Bantammerstraat 22        | 52° 22' 25" NB, 4° 54' 9" OL  | 308    | Meer afbeeldingen                                                                                                   |
| Pand met gevel onder rechte lijst met consoles | Gebouw                    | derde kwart 19e eeuw                    |                              | Binnen Bantammerstraat 24        | 52° 22' 25" NB, 4° 54' 9" OL  | 309    | Meer afbeeldingen                                                                                                   |
| Pand met ingezwenkte halsgevel met empire roedenverdeling | Gebouw                    | derde kwart 18e eeuw                    |                              | Binnen Bantammerstraat 26        | 52° 22' 25" NB, 4° 54' 9" OL  | 310    | Meer afbeeldingen                                                                                                   |
| Pand met gevel onder vaag klokvormige top met rollagen | Gebouw                    | 17e/19e eeuw                            |                              | Nieuwe Jonkerstraat 25           | 52° 22' 25" NB, 4° 54' 9" OL  | 311    | Upload foto |
| Huis met later versoberde ingezwenkte halsgevel waarin aardige pui | Gebouw                    | 17e/18e eeuw                            |                              | Nieuwe Jonkerstraat 25           | 52° 22' 25" NB, 4° 54' 9" OL  | 312    | Meer afbeeldingen                                                                                                   |
| Huis met halsgevel met gedeelde geruite vleugelstukken en een palmet in de afdekking | Gebouw                    | 17e/18e eeuw                            |                              | Binnen Bantammerstraat 32        | 52° 22' 25" NB, 4° 54' 10" OL | 313    | Meer afbeeldingen                                                                                                   |
| Pand met pilaster-halsgevel waarvan bovenste topstuk is verdwenen | Gebouw                    | 1652                                    |                              | Buiten Bantammerstraat 3         | 52° 22' 27" NB, 4° 54' 16" OL | 314    | Meer afbeeldingen                                                                                                   |
| Pand met trapgevel van het 'type met grote blokken' | Gebouw                    | tweede kwart 17e eeuw                   |                              | Buiten Bantammerstraat 5         | 52° 22' 27" NB, 4° 54' 16" OL | 315    | Meer afbeeldingen                                                                                                   |
| Huis met gevel onder klokvormige top met rollagen | Gebouw                    | 17e/18e/19e eeuw                        |                              | Buiten Bantammerstraat 7         | 52° 22' 27" NB, 4° 54' 16" OL | 316    | Meer afbeeldingen                                                                                                   |
| Huis met gevel onder klokvormige top met rollagen | Gebouw                    | 17e/18e/19e eeuw                        |                              | Buiten Bantammerstraat 9         | 52° 22' 26" NB, 4° 54' 16" OL | 317    | Meer afbeeldingen                                                                                                   |
| Huis met gevel onder rechte lijst | Gebouw                    | 17e/18e/19e eeuw                        |                              | Buiten Bantammerstraat 11        | 52° 22' 26" NB, 4° 54' 16" OL | 318    | Meer afbeeldingen                                                                                                   |
| Pand met gevel onder rechte lijst waarboven een dwars dak | Gebouw                    | ca. 1800                                |                              | Buiten Bantammerstraat 13        | 52° 22' 26" NB, 4° 54' 15" OL | 319    | Pand met gevel onder rechte lijst waarboven een dwars dak                                                           |
| Huis onder dwars dak met lisenengevel op gesneden puibalk | Gebouw                    | ca. 1800                                |                              | Barndesteeg 27                   | 52° 22' 20" NB, 4° 53' 58" OL | 328    | Upload foto |
| Pand met puntgevel | Gebouw                    | 18e eeuw of ouder                       |                              | Brandewijnsteeg 6                | 52° 22' 22" NB, 4° 54' 5" OL  | 690    | Meer afbeeldingen                                                                                                   |
| Hoekhuis met ingezwenkte halsgevel gedateerd op de basislijstjes van de krullen | Gebouw                    | 1757                                    |                              | Dijkstraat 49                    | 52° 22' 16" NB, 4° 54' 6" OL  | 937    | Upload foto |
| Pand met ingezwenkte halsgevel | Woonhuis                  | derde kwart 18e eeuw                    |                              | Korte Dijkstraat 1               | 52° 22' 15" NB, 4° 54' 7" OL  | 938    | Meer afbeeldingen                                                                                                   |
| Pand onder rechte lijst waarboven een dakvoorschot | Gebouw                    | 18e/19e eeuw                            |                              | Korte Dijkstraat 12              | 52° 22' 15" NB, 4° 54' 7" OL  | 939    | Pand onder rechte lijst waarboven een dakvoorschot                                                                  |
| Pand met gevel door een rechte lijst bekroond en gepleisterd | Gebouw                    | 18e eeuw (kern)                         |                              | Korte Dijkstraat 14              | 52° 22' 14" NB, 4° 54' 7" OL  | 940    | Pand met gevel door een rechte lijst bekroond en gepleisterd                                                        |
| Pakhuis met puntgevel | Opslag                    | 18e eeuw                                |                              | Nieuwe Jonkerstraat 16           | 52° 22' 25" NB, 4° 54' 7" OL  | 1152   | Pakhuis met puntgevel                                                                                               |
| Hoekpand onder schilddak met pilastergevels en houten puien | Gebouw                    | 17e/18e/19e eeuw                        |                              | Kalkmarkt 1                      | 52° 22' 22" NB, 4° 54' 26" OL | 2109   | Meer afbeeldingen                                                                                                   |
| Hoekpand onder schilddak, met pilasters en houten puien | Gebouw                    | 17e/19e eeuw                            |                              | Kalkmarkt 2                      | 52° 22' 22" NB, 4° 54' 25" OL | 2110   | Meer afbeeldingen                                                                                                   |
| Pand met ingezwenkte halsgevel onder rollagen en toplijst | Woonhuis                  | eerste helft 19e eeuw                   |                              | Kalkmarkt 3                      | 52° 22' 22" NB, 4° 54' 25" OL | 2111   | Meer afbeeldingen                                                                                                   |
| Pand met gevel onder rechte lijst met consoles | Gebouw                    | 19e eeuw                                |                              | Kalkmarkt 4A                     | 52° 22' 22" NB, 4° 54' 25" OL | 2112   | Meer afbeeldingen                                                                                                   |
| Pand met pilaster-halsgevel | Woonhuis                  | 17e/18e/19e eeuw                        |                              | Kalkmarkt 6                      | 52° 22' 22" NB, 4° 54' 25" OL | 2113   | Meer afbeeldingen                                                                                                   |
| Pand met gevel onder rechte lijst | Gebouw                    | 18e/19e eeuw                            |                              | Kalkmarkt 7                      | 52° 22' 22" NB, 4° 54' 24" OL | 2114   | Meer afbeeldingen                                                                                                   |
| Pand met vrij gave halsgevel met gedeelde vleugelstukken en palmet in de afdekking | Woonhuis                  | 18e/19e eeuw                            |                              | Kalkmarkt 8                      | 52° 22' 22" NB, 4° 54' 24" OL | 2115   | Meer afbeeldingen                                                                                                   |
| Pand met gevel onder gesneden rechte lijst met consoles | Gebouw                    | laatste kwart 18e eeuw                  |                              | Kalkmarkt 10                     | 52° 22' 21" NB, 4° 54' 24" OL | 2116   | Meer afbeeldingen                                                                                                   |
| Pand met gevel onder rechte lijst met goede roedenverdeling op de verdiepingen | Gebouw                    | eerste helft 19e eeuw                   |                              | Kalkmarkt 11                     | 52° 22' 21" NB, 4° 54' 23" OL | 2117   | Meer afbeeldingen                                                                                                   |
| Pand met gevel onder rechte lijst met goede roedenverdeling op de verdiepingen | Gebouw                    | eerste helft 19e eeuw                   |                              | Kalkmarkt 12                     | 52° 22' 21" NB, 4° 54' 23" OL | 2118   | Meer afbeeldingen                                                                                                   |
| Hoekhuis aan de binnenkant houten pui en vensterhekjes | Gebouw                    | midden 17e eeuw of derde kwart 19e eeuw |                              | Kalkmarkt 13                     | 52° 22' 21" NB, 4° 54' 23" OL | 2119   | Meer afbeeldingen                                                                                                   |
| Pand met halsgevel | Gebouw                    | 1739                                    |                              | Nieuwe Hoogstraat 2A             | 52° 22' 15" NB, 4° 53' 57" OL | 1995   | Pand met halsgevel                                                                                                  |
| Hoekhuis met halsgevel | Gebouw                    | 1741                                    |                              | Nieuwe Hoogstraat 18             | 52° 22' 14" NB, 4° 53' 59" OL | 1996   | Hoekhuis met halsgevel                                                                                              |
| Hoekhuis met gevel | Werk-woonhuis             | 1734 en later                           |                              | Nieuwe Hoogstraat 20             | 52° 22' 14" NB, 4° 53' 59" OL | 1997   | Hoekhuis met gevel                                                                                                  |
| Huis onder klokvormige top | Gebouw                    | 1671                                    |                              | Nieuwe Hoogstraat 22             | 52° 22' 14" NB, 4° 53' 60" OL | 1998   | Upload foto |
| Pand met trapgevel | Gebouw                    | 1664                                    |                              | Nieuwe Jonkerstraat 19           | 52° 22' 25" NB, 4° 54' 8" OL  | 2033   | Upload foto |
| Huis met gevel op gewijzigde houten pui | Woonhuis                  | 17e/18e/19e eeuw                        |                              | Korte Keizersdwarsstraat 11      | 52° 22' 17" NB, 4° 54' 10" OL | 2213   | Upload foto |
| Huis gevel onder rechte lijst met triglyfen | Gebouw                    | 18e/19e eeuw                            |                              | Keizersstraat 1                  | 52° 22' 20" NB, 4° 54' 4" OL  | 2807   | Huis gevel onder rechte lijst met triglyfen                                                                         |
| Huis waarvan de gevel met behoud van de oude top is vernieuwd | Woonhuis                  | eerste kwart 18e eeuw                   |                              | Keizersstraat 32                 | 52° 22' 18" NB, 4° 54' 7" OL  | 2808   | Upload foto |
| Ten dele gesloopt huis | Gebouw                    | 18e eeuw                                |                              | Korte Keizersstraat 7            | 52° 22' 17" NB, 4° 54' 10" OL | 2809   | Upload foto |
| Pand met gevel onder rechte lijst en op aardige houten pui | Gebouw                    | eerste helft 19e eeuw                   |                              | Korte Keizersstraat 11           | 52° 22' 16" NB, 4° 54' 11" OL | 2810   | Upload foto |
| Pand met vier verdiepingen onder zadeldak, opgetrokken lijstgevel met grotendeels houten pui, links dubbele ingang met stoep, rechts onderkelderd. Top gewijzigd in lijstgevel met hijsbalk | Gebouw                    | 19e eeuw                                |                              | Korte Keizersstraat 13           | 52° 22' 16" NB, 4° 54' 11" OL | 2811   | Upload foto |
| Kantoor AMRO Bank | Appartementengebouw       | tweede helft 19e eeuw                   |                              | Sint Antoniesbreestraat 2(1-2-3) | 52° 22' 19" NB, 4° 54' 0" OL  | 2968   | Meer afbeeldingen                                                                                                   |
| Pand met gevel onder rechte lijst | Woonhuis                  | 19e eeuw                                |                              | Koningsstraat 1                  | 52° 22' 22" NB, 4° 54' 4" OL  | 3104   | Meer afbeeldingen                                                                                                   |
| Pand met gevel onder rechte lijst | Gebouw                    | 19e eeuw                                |                              | Koningsstraat 3                  | 52° 22' 22" NB, 4° 54' 5" OL  | 3105   | Pand met gevel onder rechte lijst                                                                                   |
| Pand met 18e-eeuwse gevel onder 19e-eeuwse klokvormige top met rollagen | Gebouw                    | 18e/19e eeuw                            |                              | Koningsstraat 7                  | 52° 22' 22" NB, 4° 54' 5" OL  | 3106   | Pand met 18e-eeuwse gevel onder 19e-eeuwse klokvormige top met rollagen                                             |
| Pand met gevel onder rechte lijst gevelsteen met kelk, armenisch opschrift en jaartal | Gebouw                    | 1765/tweede kwart 19e eeuw              |                              | Koningsstraat 27A                | 52° 22' 21" NB, 4° 54' 7" OL  | 3107   | Pand met gevel onder rechte lijst gevelsteen met kelk, armenisch opschrift en jaartal                               |
| Pand met klokgevel | Gebouw                    | midden 18e eeuw                         |                              | Koningsstraat 29                 | 52° 22' 20" NB, 4° 54' 7" OL  | 3108   | Pand met klokgevel                                                                                                  |
| Pand met klokgevel | Gebouw                    | 1729                                    |                              | Koningsstraat 33A                | 52° 22' 20" NB, 4° 54' 8" OL  | 3109   | Pand met klokgevel                                                                                                  |
| Pand met klokgevel | Gebouw                    | 1729                                    |                              | Koningsstraat 37                 | 52° 22' 20" NB, 4° 54' 8" OL  | 3110   | Pand met klokgevel                                                                                                  |
| Pand met halsgevel | Gebouw                    | tegen 1750                              |                              | Koningsstraat 48                 | 52° 22' 20" NB, 4° 54' 7" OL  | 3111   | Pand met halsgevel                                                                                                  |
| Pand met klokgevel | Gebouw                    | derde kwart 18e eeuw                    |                              | Korte Koningsstraat 7            | 52° 22' 19" NB, 4° 54' 11" OL | 3112   | Upload foto |
| Pand met halsgevel | Gebouw                    | tweede kwart 18e eeuw                   |                              | Korte Koningsstraat 9            | 52° 22' 19" NB, 4° 54' 11" OL | 3113   | Upload foto |
| Pand met halsgevel | Gebouw                    | tweede kwart 18e eeuw en later          |                              | Korte Koningsstraat 11           | 52° 22' 18" NB, 4° 54' 11" OL | 3114   | Upload foto |
| Huis met latere gevel onder klokvormige top met rollagen | Gebouw                    | 17e/19e eeuw                            |                              | Korte Koningsstraat 29           | 52° 22' 17" NB, 4° 54' 13" OL | 3115   | Upload foto |
| Pand met gevel op houten pui, afgesloten door een rechte lijst waarboven een dakvoorschot                                                                                                   | Gebouw                    | 19e eeuw                                |                              | Korte Koningsstraat 10A          | 52° 22' 18" NB, 4° 54' 10" OL | 3116   | Upload foto |
| Huisje met halsgevel | Gebouw                    | 17e eeuw en 1737                        |                              | Korte Koningsstraat 20           | 52° 22' 18" NB, 4° 54' 11" OL | 3117   | Upload foto |
| Pand met halsgevel | Gebouw                    | 18e/19e eeuw                            |                              | Raamgracht 1                     | 52° 22' 12" NB, 4° 53' 54" OL | 4759   | Meer afbeeldingen                                                                                                   |
| Pand met halsgevel | Gebouw                    | eerste of tweede kwart 18e eeuw         |                              | Raamgracht 3                     | 52° 22' 12" NB, 4° 53' 54" OL | 4760   | Meer afbeeldingen                                                                                                   |
| Pand waarin twee huizen achter gezamenlijke gevel onder triglyfenlijst en fronton | Gebouw                    | laatste kwart 18e eeuw                  |                              | Raamgracht 7                     | 52° 22' 12" NB, 4° 53' 55" OL | 4761   | Meer afbeeldingen                                                                                                   |
| Pand met pilaster-halsgevel met oeils-de-boeuf | Gebouw                    | midden 17e eeuw en later                |                              | Raamgracht 9                     | 52° 22' 12" NB, 4° 53' 55" OL | 4762   | Meer afbeeldingen                                                                                                   |
| Pand met klokgevel | Woonhuis                  | derde kwart 18e eeuw                    |                              | Raamgracht 19                    | 52° 22' 11" NB, 4° 53' 57" OL | 4763   | Meer afbeeldingen                                                                                                   |
| Huis | Woonhuis                  | waarschijnlijk 17e eeuw (kern)          |                              | Raamgracht 21                    | 52° 22' 11" NB, 4° 53' 57" OL | 4764   | Meer afbeeldingen                                                                                                   |
| Huis met latere gevel onder klokvormige top met rollagen | Woonhuis                  | 17e eeuw                                |                              | Schippersstraat 2                | 52° 22' 25" NB, 4° 54' 21" OL | 5143   | Huis met latere gevel onder klokvormige top met rollagen                                                            |
| Huis met latere gevel onder klokvormige top met rollagen | Gebouw                    | 17e eeuw                                |                              | Schippersstraat 4                | 52° 22' 25" NB, 4° 54' 21" OL | 5144   | Huis met latere gevel onder klokvormige top met rollagen                                                            |
| Huis met gevel waarvan de klokvormige top zijn afdekking mist | Woonhuis                  | 17e eeuw                                |                              | Schippersstraat 8                | 52° 22' 24" NB, 4° 54' 20" OL | 5145   | Upload foto |
| Waalseilandbrug (brug 283) | Brug                      | 1914                                    | J.M. van der Mey             | Lastageweg/Kromme Waal           | 52° 22' 25" NB, 4° 54' 13" OL | 518384 | Meer afbeeldingen                                                                                                   |
| Op de hoek van Oostertoegang en de De Ruijterkade opgetrokken hoekpand | Woonhuis                  | 1884                                    | IJme Gerardus Bijvoets       | De Ruyterkade 105                | 52° 22' 40" NB, 4° 54' 19" OL | 518411 | Meer afbeeldingen                                                                                                   |
| Bestevaer | Handel en kantoor         | 1921                                    |                              | De Ruyterkade 120                | 52° 22' 40" NB, 4° 54' 23" OL | 518491 | Meer afbeeldingen                                                                                                   |
| Brandweerkazerne | Overheidsgebouw           | 1889-1890                               |                              | De Ruyterkade 149                | 52° 22' 38" NB, 4° 54' 32" OL | 518408 | Meer afbeeldingen                                                                                                   |
| Pand met eenvoudige klokgevel | Gebouw                    | 18e eeuw                                |                              | Sint Antoniesbreestraat 1        | 52° 22' 19" NB, 4° 54' 2" OL  | 5430   | Meer afbeeldingen                                                                                                   |
| Huis van pinto | Gebouw                    | 1605                                    |                              | Sint Antoniesbreestraat 69       | 52° 22' 12" NB, 4° 54' 3" OL  | 5431   | Meer afbeeldingen                                                                                                   |
| Pand met drie verdiepingen en zolderverdieping onder rechte kroonlijst | Gebouw                    | 19e eeuw                                |                              | Sint Antoniesbreestraat 4        | 52° 22' 19" NB, 4° 54' 1" OL  | 5432   | Meer afbeeldingen                                                                                                   |
| Pand met puntgevel | Gebouw                    | 18e eeuw                                |                              | Sint Antoniesluis 2              | 52° 22' 12" NB, 4° 54' 5" OL  | 5433   | Meer afbeeldingen                                                                                                   |
| Pand met gekuifde klokgevel | Gebouw                    | derde kwart 18e eeuw                    |                              | Sint Antoniesluis 8              | 52° 22' 12" NB, 4° 54' 5" OL  | 5434   | Meer afbeeldingen                                                                                                   |
| Pand met gekuifde klokgevel | Gebouw                    | derde kwart 18e eeuw                    |                              | Sint Antoniesluis 10             | 52° 22' 12" NB, 4° 54' 5" OL  | 5435   | Meer afbeeldingen                                                                                                   |
| Hoekhuis met gevels onder omlopende triglyfenlijst waarop een latere attiek | Gebouw                    | laatste kwart 18e eeuw                  |                              | Snoekjesgracht 2                 | 52° 22' 14" NB, 4° 54' 4" OL  | 5497   | Meer afbeeldingen                                                                                                   |
| Pand met puntgevel | Gebouw                    | 18e eeuw                                |                              | Snoekjesgracht 48                | 52° 22' 14" NB, 4° 54' 4" OL  | 5498   | Meer afbeeldingen                                                                                                   |
| Vroegere kosterswoning van de Zuiderkerk | Gebouw                    | 18e/19e eeuw                            |                              | Zanddwarsstraat 3                | 52° 22' 14" NB, 4° 53' 59" OL | 6476   | Vroegere kosterswoning van de Zuiderkerk                                                                            |
| Huis met latere gevel onder klokvormige top met rollagen | Gebouw                    | 17e eeuw (kern) 19e eeuw (rollagen)     |                              | Zanddwarsstraat 7                | 52° 22' 12" NB, 4° 53' 57" OL | 6477   | Meer afbeeldingen                                                                                                   |
| Huis, vanwege de zandstenen afdekkingen van de klokvormige geveltop | Gebouw                    | derde kwart 18e eeuw                    |                              | Zanddwarsstraat 9                | 52° 22' 12" NB, 4° 53' 57" OL | 6478   | Meer afbeeldingen                                                                                                   |
| Huis met gevel onder 19e-eeuwse klokvormige top met rollagen | Gebouw                    | 19e eeuw                                |                              | Zanddwarsstraat 11               | 52° 22' 12" NB, 4° 53' 57" OL | 6479   | Meer afbeeldingen                                                                                                   |
| Pand met klokgevel | Gebouw                    | ca. 1750                                |                              | Zanddwarsstraat 6B               | 52° 22' 14" NB, 4° 53' 59" OL | 6480   | Pand met klokgevel                                                                                                  |
| Hoekhuis met halsgevel | Gebouw                    | 1747                                    |                              | Zanddwarsstraat 6C               | 52° 22' 14" NB, 4° 53' 58" OL | 6481   | Hoekhuis met halsgevel                                                                                              |
| Huis met latere gevel onder klokvormige top met rollagen | Gebouw                    | 17e/19e eeuw                            |                              | Zanddwarsstraat 10               | 52° 22' 13" NB, 4° 53' 58" OL | 6482   | Huis met latere gevel onder klokvormige top met rollagen                                                            |
| Pand met puntgevel waarin gevelsteen | Gebouw                    | 17e/18e eeuw                            |                              | Zanddwarsstraat 12               | 52° 22' 13" NB, 4° 53' 58" OL | 6483   | Pand met puntgevel waarin gevelsteen                                                                                |
| Hoekhuis met gepleisterde gevel voorzien van verticaal gekoppelde vensternissen | Gebouw                    | tweede helft 17e eeuw                   |                              | Zandstraat 15                    | 52° 22' 13" NB, 4° 53' 57" OL | 6484   | Meer afbeeldingen                                                                                                   |
| Zuiderkerk | Kerk en kerkonderdeel     | 1603-1611                               |                              | Zandstraat 17                    | 52° 22' 13" NB, 4° 53' 59" OL | 6498   | Meer afbeeldingen                                                                                                   |
| Ned. Isr. Grote of Hoofdsynagoge | Gebouw                    | 1670-1671                               |                              | Nieuwe Amstelstraat 1            | 52° 22' 2" NB, 4° 54' 14" OL  | 265    | Meer afbeeldingen                                                                                                   |
| Door schilddak gedekt pand bevattende twee ondiepe woningen | Gebouw                    | 1776                                    | J.E.de Witte                 | Nieuwe Amstelstraat 2            | 52° 22' 3" NB, 4° 54' 13" OL  | 266    | Meer afbeeldingen                                                                                                   |
| Blok woningen met voorgevel onder rechte lijst | Gebouw                    | derde kwart 19e eeuw                    |                              | Foeliestraat 48                  | 52° 22' 15" NB, 4° 54' 33" OL | 1102   | Blok woningen met voorgevel onder rechte lijst                                                                      |
| Huis met gepleisterde gevel, voorzien van vensteromlijstingen en een topgevelachtige afsluiting                                                                                             | Gebouw                    | derde kwart 19e eeuw                    |                              | 's Gravelandseveer 1             | 52° 22' 4" NB, 4° 53' 47" OL  | 1218   | Meer afbeeldingen                                                                                                   |
| Pand met vijf vensterassen brede gepleisterde gevel onder rechte lijst en dwars dak, met geblokte onderpui, middenrisaliet en ijzeren vensterhekjes                                         | Gebouw                    | eerste helft 19e eeuw                   |                              | 's Gravelandseveer 4             | 52° 22' 4" NB, 4° 53' 47" OL  | 1219   | Meer afbeeldingen                                                                                                   |
| In de kern vermoedelijk ouder huis met zandstenen gevel onder rechte lijst met consoles | Gebouw                    | derde kwart 19e eeuw en ouder           |                              | 's Gravelandseveer 6             | 52° 22' 4" NB, 4° 53' 48" OL  | 1220   | Meer afbeeldingen                                                                                                   |
| Pand met halsgevel met volutenafdekking | Gebouw                    | tweede kwart 18e eeuw                   |                              | 's Gravelandseveer 9             | 52° 22' 4" NB, 4° 53' 49" OL  | 1221   | Meer afbeeldingen                                                                                                   |
| Pakhuizen | Opslag                    | 1641-1642                               |                              | 's-Gravenhekje 1A                | 52° 22' 20" NB, 4° 54' 28" OL | 1222   | Meer afbeeldingen                                                                                                   |
| Pand met vier assen brede gevel onder rechte lijst met rozetten | Gebouw                    | eerste kwart 19e eeuw                   |                              | 's-Gravenhekje 2                 | 52° 22' 20" NB, 4° 54' 28" OL | 1223   | Meer afbeeldingen                                                                                                   |
| Fragment van groot complex (vgl. hoek Prins Hendrikkade Kalkmarkt) | Gebouw                    | midden 17e eeuw                         |                              | 's-Gravenhekje 5                 | 52° 22' 19" NB, 4° 54' 27" OL | 1224   | Meer afbeeldingen                                                                                                   |
| Grote Moor | pakhuis                   | 18e eeuw                                |                              | Houtkopersburgwal 14             | 52° 22' 12" NB, 4° 54' 10" OL | 2013   | Meer afbeeldingen                                                                                                   |
| Kleine Moor | pakhuis                   | 18e eeuw                                |                              | Houtkopersburgwal 15             | 52° 22' 12" NB, 4° 54' 10" OL | 2014   | Meer afbeeldingen                                                                                                   |
| Goslerhuisje | Gebouw                    | 17e eeuw                                |                              | Jodenbreestraat 1                | 52° 22' 11" NB, 4° 54' 6" OL  | 2028   | Meer afbeeldingen                                                                                                   |
| Rembrandthuis | Woonhuis                  | 1609                                    |                              | Jodenbreestraat 4                | 52° 22' 10" NB, 4° 54' 4" OL  | 2029   | Meer afbeeldingen                                                                                                   |
| Lage dienstwoningen onder om de hoek van de Rapenburgerstraat omlopend schilddak | Gebouw                    | derde kwart 17e eeuw                    |                              | Jonas Daniel Meijerplein 5       | 52° 22' 2" NB, 4° 54' 19" OL  | 2034   | Meer afbeeldingen                                                                                                   |
| Pand met gevel onder klokvormige top | Woonhuis                  | 18e/19e eeuw                            |                              | Jonas Daniel Meijerplein 15      | 52° 22' 2" NB, 4° 54' 20" OL  | 2035   | Meer afbeeldingen                                                                                                   |
| Pand met gevel onder rechte lijst waarboven dakschild | Gebouw                    | 18e/19e eeuw                            |                              | Jonas Daniel Meijerplein 17      | 52° 22' 2" NB, 4° 54' 21" OL  | 2036   | Meer afbeeldingen                                                                                                   |
| Pand met gevel onder latere klokvormige top | Gebouw                    | eerste kwart 18e eeuw                   |                              | Jonas Daniel Meijerplein 19      | 52° 22' 2" NB, 4° 54' 21" OL  | 2037   | Meer afbeeldingen                                                                                                   |
| Pand met halsgevel | Woonhuis                  | laatste kwart 17e eeuw                  |                              | Jonas Daniel Meijerplein 21      | 52° 22' 2" NB, 4° 54' 21" OL  | 2038   | Meer afbeeldingen                                                                                                   |
| Huis met rechts lagere aanbouw | Gebouw                    | vroeg derde kwart 18e eeuw              |                              | Jonas Daniel Meijerplein 25      | 52° 22' 2" NB, 4° 54' 21" OL  | 2039   | Huis met rechts lagere aanbouw                                                                                      |
| Pand met gevel onder rechte lijst met balustrade | Gebouw                    |                                         |                              | Jonas Daniel Meijerplein 2       | 52° 22' 2" NB, 4° 54' 13" OL  | 2040   | Meer afbeeldingen                                                                                                   |
| Nederlands-Israëlitische Nieuwe Synagoge | Kerk en kerkonderdeel     | 1752                                    |                              | Jonas Daniel Meijerplein 4       | 52° 22' 1" NB, 4° 54' 15" OL  | 2041   | Meer afbeeldingen                                                                                                   |
| Lage dienstwoning behoort bij het complex van de Portugese Synagoge | Kerkelijke dienstwoning   | derde kwart 17e eeuw                    |                              | Mr. Visserplein 1I               | 52° 22' 4" NB, 4° 54' 18" OL  | 3715   | Lage dienstwoning behoort bij het complex van de Portugese Synagoge                                                 |
| Portugese synagoge | Kerk en kerkonderdeel     | 1671-1675                               |                              | Mr. Visserplein 1II              | 52° 22' 3" NB, 4° 54' 19" OL  | 3716   | Meer afbeeldingen                                                                                                   |
| Lage dienstwoningen | Kerk en kerkonderdeel     | derde kwart 17e eeuw                    |                              | Mr. Visserplein 1III             | 52° 22' 4" NB, 4° 54' 18" OL  | 3717   | Lage dienstwoningen                                                                                                 |
| Pand met halsgevel | Gebouw                    | tweede helft 17e eeuw                   |                              | Muiderstraat 8                   | 52° 22' 3" NB, 4° 54' 21" OL  | 3718   | Meer afbeeldingen                                                                                                   |
| Pand met halsgevel | Gebouw                    | tweede helft 17e eeuw                   |                              | Muiderstraat 10                  | 52° 22' 3" NB, 4° 54' 22" OL  | 3719   | Meer afbeeldingen                                                                                                   |
| Pand met halsgevel met twee oeils-de-boeuf | Gebouw                    | derde of laatste kwart 17e eeuw         |                              | Muiderstraat 12                  | 52° 22' 3" NB, 4° 54' 22" OL  | 3720   | Meer afbeeldingen                                                                                                   |
| Huis met gevel onder rechte lijst | Woonhuis                  | 17e/19e eeuw                            |                              | Muiderstraat 14                  | 52° 22' 3" NB, 4° 54' 22" OL  | 3721   | Meer afbeeldingen                                                                                                   |
| Huis met gevel onder rechte lijst | Werk-woonhuis             | 17e/19e eeuw                            |                              | Muiderstraat 16                  | 52° 22' 3" NB, 4° 54' 22" OL  | 3722   | Meer afbeeldingen                                                                                                   |
| Pand met gevel onder rechte lijst | Gebouw                    | eerste helft 19e eeuw                   |                              | Muiderstraat 22                  | 52° 22' 3" NB, 4° 54' 23" OL  | 3723   | Pand met gevel onder rechte lijst                                                                                   |
| Pand met klokgevel | Gebouw                    | mogelijk derde kwart 18e eeuw           |                              | Muiderstraat 24                  | 52° 22' 2" NB, 4° 54' 23" OL  | 3724   | Pand met klokgevel                                                                                                  |
| Pand met halsgevel op koetshuispui | Gebouw                    | 18e eeuw                                |                              | Peperstraat 8A                   | 52° 22' 19" NB, 4° 54' 29" OL | 4094   | Meer afbeeldingen                                                                                                   |
| Pakhuis met gevel onder rechte lijst | Gebouw                    | 18e eeuw                                |                              | Rapenburg 1                      | 52° 22' 19" NB, 4° 54' 27" OL | 4780   | Pakhuis met gevel onder rechte lijst                                                                                |
| Pand, vanwege de 18e-eeuwse zandstenen afdekkingen van de beide klokvormige geveltoppen | Gebouw                    | 18e eeuw                                |                              | Rapenburg 5                      | 52° 22' 19" NB, 4° 54' 27" OL | 4781   | Meer afbeeldingen                                                                                                   |
| Pand met trapgevel van het met zandstenen banden en blokjes versierde type | Gebouw                    | 1614                                    |                              | Rapenburg 13                     | 52° 22' 19" NB, 4° 54' 27" OL | 4782   | Meer afbeeldingen                                                                                                   |
| Winkelwoning | Werk-woonhuis             | 1858                                    |                              | Rapenburg 21                     | 52° 22' 18" NB, 4° 54' 29" OL | 518502 | Winkelwoning |
| Pand met gevel onder rechte lijst | Gebouw                    | 19e eeuw                                |                              | Rapenburg 27                     | 52° 22' 18" NB, 4° 54' 29" OL | 4783   | Pand met gevel onder rechte lijst                                                                                   |
| Pand met zeer gave gevel onder gesneden rechte lijst, met gesneden puibalk, deur, kalk, snijraam en roedenverdeling                                                                         | Werk-woonhuis             | ca. 1800                                |                              | Rapenburg 29                     | 52° 22' 18" NB, 4° 54' 29" OL | 4784   | Pand met zeer gave gevel onder gesneden rechte lijst, met gesneden puibalk, deur, kalk, snijraam en roedenverdeling |
| Pak- of werkhuis met tamelijk sterk getoogde vensters waarin een goede roedenverdeling | Werk-woonhuis             |                                         |                              | Rapenburg 35                     | 52° 22' 17" NB, 4° 54' 30" OL | 4785   | Pak- of werkhuis met tamelijk sterk getoogde vensters waarin een goede roedenverdeling                              |
| Pand met gevel onder rechte lijst met consoles | Gebouw                    | ca. 1800                                |                              | Rapenburg 41                     | 52° 22' 17" NB, 4° 54' 31" OL | 4786   | Pand met gevel onder rechte lijst met consoles                                                                      |
| Pand met gevel onder rechte lijst | Woonhuis                  | 18e of eerste helft 19e eeuw            |                              | Rapenburgerplein 6               | 52° 22' 13" NB, 4° 54' 39" OL | 4787   | Meer afbeeldingen                                                                                                   |
| Hoekhuis, dak en daklijst, oplopend pothuis | Gebouw                    | 18e/19e eeuw                            |                              | Rapenburgerplein 81-83           | 52° 22' 12" NB, 4° 54' 38" OL | 4788   | Hoekhuis, dak en daklijst, oplopend pothuis                                                                         |
| Sjoel (joods leerlokaal), joods theologisch seminarium en synagoge | Kerk en kerkonderdeel     | 1881-1883                               | G.B. Salm en A. Salm G.B.zn. | Rapenburgerstraat 109            | 52° 22' 7" NB, 4° 54' 26" OL  | 518506 | Meer afbeeldingen                                                                                                   |
| Pand met gevel onder rechte lijst waarboven dwars dak met dakkapel | Gebouw                    | eerste kwart 18e eeuw                   |                              | Rapenburgerstraat 159            | 52° 22' 7" NB, 4° 54' 24" OL  | 4789   | Meer afbeeldingen                                                                                                   |
| Pand onder dwars dak | Gebouw                    | mogelijk 18e eeuw en later              |                              | Rapenburgerstraat 167            | 52° 22' 6" NB, 4° 54' 23" OL  | 4790   | Pand onder dwars dak                                                                                                |
| Pand onder dwars dak, voormalig joods meisjesweeshuis | Gebouw                    | mogelijk 18e eeuw en later              |                              | Rapenburgerstraat 169            | 52° 22' 6" NB, 4° 54' 23" OL  | 4791   | Pand onder dwars dak, voormalig joods meisjesweeshuis                                                               |
| Pand met gevel onder rechte lijst en dwars dak | Meisjes weeshuis          | 18e eeuw                                |                              | Rapenburgerstraat 171            | 52° 22' 6" NB, 4° 54' 22" OL  | 4792   | Meer afbeeldingen                                                                                                   |
| Dubbel huis onder dwars dak | Gebouw                    | 18e eeuw                                |                              | Rapenburgerstraat 173            | 52° 22' 6" NB, 4° 54' 22" OL  | 4793   | Meer afbeeldingen                                                                                                   |
| Zeven traveeën breed huis onder schilddak met schoorstenen | Gebouw                    | eind 18e eeuw                           |                              | Rapenburgerstraat 175            | 52° 22' 5" NB, 4° 54' 21" OL  | 4794   | Meer afbeeldingen                                                                                                   |
| Huisje met gevel onder klokvormige top met rollagen | Woonhuis                  | 17e eeuw                                |                              | Schippersgracht 14               | 52° 22' 14" NB, 4° 54' 41" OL | 528814 | Meer afbeeldingen                                                                                                   |
| Huisje met gevel onder klokvormige top met rollagen | Woonhuis                  | 17e eeuw                                |                              | Schippersgracht 15               | 52° 22' 14" NB, 4° 54' 41" OL | 529103 | Meer afbeeldingen                                                                                                   |
| Pakhuis Sweeden op hoek twee grachten | Gebouw                    | 1716                                    |                              | Nieuwe Uilenburgerstraat 1 1A    | 52° 22' 17" NB, 4° 54' 26" OL | 5789   | Meer afbeeldingen                                                                                                   |
| In 't Wasbak | Werk-woonhuis             | 17e eeuw                                |                              | Nieuwe Uilenburgerstraat 7       | 52° 22' 16" NB, 4° 54' 25" OL | 5790   | Meer afbeeldingen                                                                                                   |
| De Houtschroef | Nijverheid                | 17e eeuw                                |                              | Nieuwe Uilenburgerstraat 9       | 52° 22' 16" NB, 4° 54' 25" OL | 5791   | Meer afbeeldingen                                                                                                   |
| Keulen | Gebouw                    | 18e eeuw                                |                              | Nieuwe Uilenburgerstraat 13      | 52° 22' 16" NB, 4° 54' 25" OL | 5792   | Meer afbeeldingen                                                                                                   |
| Coblenz | Opslag                    | 18e eeuw                                |                              | Nieuwe Uilenburgerstraat 15      | 52° 22' 15" NB, 4° 54' 24" OL | 5793   | Meer afbeeldingen                                                                                                   |
| Mainz | Gebouw                    | 18e eeuw                                |                              | Nieuwe Uilenburgerstraat 17      | 52° 22' 15" NB, 4° 54' 24" OL | 5794   | Meer afbeeldingen                                                                                                   |
| Pakhuis | Gebouw                    | 18e eeuw                                |                              | Nieuwe Uilenburgerstraat 19      | 52° 22' 15" NB, 4° 54' 24" OL | 5795   | Meer afbeeldingen                                                                                                   |
| Bonn | Gebouw                    | 18e eeuw                                |                              | Nieuwe Uilenburgerstraat 21      | 52° 22' 15" NB, 4° 54' 24" OL | 5796   | Meer afbeeldingen                                                                                                   |
| Mannheim | Gebouw                    | 18e eeuw                                |                              | Nieuwe Uilenburgerstraat 23      | 52° 22' 15" NB, 4° 54' 23" OL | 5797   | Meer afbeeldingen                                                                                                   |
| Uilenburger Synagoge | Kerk en kerkonderdeel     | 1766                                    |                              | Nieuwe Uilenburgerstraat 91      | 52° 22' 13" NB, 4° 54' 19" OL | 5798   | Meer afbeeldingen                                                                                                   |
| Boas | Handel en kantoor         | 1878-1879                               |                              | Nieuwe Uilenburgerstraat 173     | 52° 22' 11" NB, 4° 54' 11" OL | 498635 | Meer afbeeldingen                                                                                                   |
| Boas: ketelhuis | Industrie                 | 1878-1879                               | J.W. Meijer                  | Nieuwe Uilenburgerstraat 173     | 52° 22' 11" NB, 4° 54' 15" OL | 498636 | Meer afbeeldingen                                                                                                   |
| Boas: fabrieksschoorsteen | Industrie                 | 1878-1879                               | J.W. Meijer                  | Nieuwe Uilenburgerstraat 173     | 52° 22' 11" NB, 4° 54' 15" OL | 498637 | Meer afbeeldingen                                                                                                   |
| Boas: voormalig directiekantoor | Handel en kantoor         | 1878-1879                               | J.W. Meijer                  | Nieuwe Uilenburgerstraat 173     | 52° 22' 11" NB, 4° 54' 15" OL | 498638 | Meer afbeeldingen                                                                                                   |
| Boas: portiersgebouw | Dienstwoning              | 1878-1879                               | J.W. Meijer                  | Nieuwe Uilenburgerstraat 173     | 52° 22' 11" NB, 4° 54' 15" OL | 498639 | Meer afbeeldingen                                                                                                   |
| Boas: hekpijlers | Erfscheiding              | 1909                                    |                              | Nieuwe Uilenburgerstraat 173     | 52° 22' 11" NB, 4° 54' 15" OL | 498640 | Meer afbeeldingen                                                                                                   |
| Peperbrug | Brug                      | 1929                                    |                              | N. Uilenburgerstr/brg 281        | 52° 22' 17" NB, 4° 54' 26" OL | 518398 | Meer afbeeldingen                                                                                                   |
| Huis met gevel onder rechte lijst met triglyfen | Gebouw                    | 19e eeuw                                |                              | Waterlooplein 181                | 52° 22' 6" NB, 4° 54' 10" OL  | 6304   | Meer afbeeldingen                                                                                                   |
| Sint Anthonius van Padua of Mozes en Aäronkerk | Kerk en kerkonderdeel     | 1837-1841                               | Tieleman Franciscus Suys     | Waterlooplein 207                | 52° 22' 5" NB, 4° 54' 11" OL  | 6305   | Meer afbeeldingen                                                                                                   |
| O.Z. Huiszittenaalmoezeniershuis | Sociale zorg, liefdadigh. | 1654-1656                               |                              | Waterlooplein 211                | 52° 22' 4" NB, 4° 54' 12" OL  | 6306   | Meer afbeeldingen                                                                                                   |
| Stadsturfpakhuizen | Opslag                    | 1610                                    |                              | Waterlooplein 215                | 52° 22' 3" NB, 4° 54' 11" OL  | 268    | Meer afbeeldingen                                                                                                   |